# Præsidentvalget i Tyskland 1974
Præsidentvalget i Tyskland 1974 blev afholdt i Tyskland den 15. maj 1974. Forbundsforsamlingen valgte den daværende stedfortrædende kansler og leder af FDP Walter Scheel til ny forbundspræsident, den fjerde præsident siden 1949. Efter at Willy Brandt var fratrådt som kansler 8. maj 1974, fungerede Scheel også som regeringschef. Helmut Schmidt blev først en dag senere valgt som forbundskansler.
Scheel havde støtte fra FDP og SPD. Han opnåede 51,2 % af stemmerne og blev allerede efter én valgrunde valgt. CDU's kandidat Richard von Weizsäcker fik 48,1 % af stemmerne. Valget af forbundspræsident var det sjette i rækken.
Valget blev afholdt i Bonn. Antallet af stemmeberettigede var 1036 personer, og kravet til et absolut flertal var derfor 519 stemmer.
| Valgrunde    | Kandidat               | Stemmetal | %      | Parti |
| ------------ | ---------------------- | --------- | ------ | ----- |
| 1. valgrunde | Walter Scheel          | 530       | 51,2 % | FDP   |
| 1. valgrunde | Richard von Weizsäcker | 498       | 48,1 % | CDU   |
| 1. valgrunde | Blanke stemmer         | 5         | 0,5 %  |       |
| 1. valgrunde | Ikke afgivne stemmer   | 3         | 0,3 %  |       |

| Valg | Spire Denne valgsartikel er en spire som bør udbygges. Du er velkommen til at hjælpe Wikipedia ved at udvide den. |